# Cerosterna luteopubens
Cerosterna luteopubens es una especie de escarabajo longicornio del género Cerosterna, subfamilia Lamiinae. Fue descrita científicamente por Pic en 1925.
Se distribuye por India, Tailandia, Vietnam. Mide 38 milímetros de longitud.